# Dashtavan
Dashtavan är en ort i Armenien. Den ligger i provinsen Ararat, i den centrala delen av landet, 14 kilometer sydväst om huvudstaden Jerevan. Dashtavan ligger 835 meter över havet och antalet invånare är 1 762.
Terrängen runt Dashtavan är platt. Runt Dashtavan är det ganska tätbefolkat, med 155 invånare per kvadratkilometer.. Närmaste större samhälle är Jerevan, 13,7 kilometer nordost om Dashtavan.
Trakten runt Dashtavan består till största delen av jordbruksmark.